# Stanisław Daniłowicz (aktor)
Stanisław Daniłowicz (Daniłłowicz) właśc. Stanisław Daniłowicz-Strzelbicki (ur. ok. 1906 w Warszawie, zm. we wrześniu 1944 tamże) – polski aktor teatralny i filmowy.

## Życiorys
Jego matka Iza Daniłowicz-Strzelbicka była rzeźbiarką. Debiutował w 1924 roku na scenie Teatru im. Wojciecha Bogusławskiego w Warszawie pod nazwiskiem Strzelbicki. Z teatrem tym związany był do 1926 roku, kiedy to grał już pod nazwiskiem Daniłowicz. W kolejnych latach występował w Warszawie (Teatr Polski (1926–1927, 1929–1930), Bydgoszczy (Teatr Miejski (1927–1929) oraz Łodzi (Teatr Popularny, Teatr Kameralny 1929-1930). Następnie, aż do 1939 roku związany był z warszawskimi zespołami, prowadzonymi przez Stefana Jaracza (Teatr Ateneum 1930–1933, 1935–1939, Teatr Nowa Komedia 1933-1934, Teatr Aktorów 1934-1935).
Podczas II wojny światowej występował w warszawskich teatrach jawnych, m.in. Komedia, Figaro i Jar. Pracował również jako kelner w Cafe Jaracz, przemianowanej w 1940 roku na Café Club. Zginął podczas powstania warszawskiego.

## Filmografia
- Na Sybir (1930) - rewolucjonista
- Biała trucizna (1932)
- Pod Twoją obronę (1933) - agent wywiadu
- Dzieje grzechu (1933)
- Młody las (1934) - delegat komitetów strajkowych na tajnym zebraniu
- Czarna perła (1934) - policjant
- Córka generała Pankratowa (1934) - rewolucjonista Śmigo, konfident policji
- Kochaj tylko mnie (1935)
- Wierna rzeka (1936) - powstaniec
- Róża (1936) - student medycyny
- Pan Twardowski (1936)
- Jego wielka miłość (1936) - aktor
- Bohaterowie Sybiru (1936) - Feliks Bochenek, żołnierz piszący pamiętnik
- Barbara Radziwiłłówna (1936) - dworzanin czytający listę wyprawy ślubnej księżniczki francuskiej